# Xorides albopictus
Xorides albopictus är en stekelart som först beskrevs av Cresson 1870.  Xorides albopictus ingår i släktet Xorides och familjen brokparasitsteklar. Inga underarter finns listade i Catalogue of Life.